# 沃希尼涅
51°25′50″N 34°3′38″E / 51.43056°N 34.06056°E
沃什奇尼內（烏克蘭語：Вощинине）是位於烏克蘭東北部的村莊，由蘇梅州科諾托普區的新斯洛博達市鎮負責管轄。該村處於別留什卡河畔，距離鲁德涅韦1公里，2001年人口63。